# Coro Maddalene
Il Coro Maddalene di Revò (provincia di Trento), fondato alla fine dell'anno 1969, è composto da 37 elementi provenienti da diversi paesi della Val di Non.

## Storia
Il Coro prende il suo nome dalla catena montuosa che a settentrione fa da corona all'alta Val di Non, partendo dal Passo Palade fino alla Val di Rabbi. Nel corso della sua storia il Coro si è proposto come interprete della cultura popolare trentina espressa attraverso il canto, facendosi apprezzare in numerosi concerti, dal 1º posto a pari merito al concorso ENAL di Bolzano nel 1974 (con presidente della giuria il maestro Andrea Mascagni), alle numerose trasferte in Italia e all'estero.
Tra le più importanti mete nella storia del coro, si ricorda quella in Canada (Montréal e Toronto) nell'agosto 1980, in rappresentanza del Trentino alla tradizionale "Convention" dei trentini emigrati in Nord America.
Su impulso del Presidente Carlo Vender, nel 1982 inizia un intenso periodo di rapporti musicali e culturali con i Paesi dell'Est. Significative sono state le iniziative di gemellaggio con alcune corali della Boemia e della Slovacchia.
Nel 1984, su invito della Tv tedesca "ZDF", partecipa all'importante trasmissione folcloristica della Germania Lustige Musikanten.
Sempre nel novembre dello stesso anno, il Coro intraprende una tournée che per 13 giorni lo porta ad esibirsi nei teatri delle maggiori città dell'Inghilterra.
Un'ulteriore esperienza internazionale risale al 1989, in occasione del viaggio in Russia ed Estonia.
Nel 1990 il Coro porta in Ungheria il suo repertorio. Sempre su iniziativa del presidente Carlo Vender, nel 1992 il Coro è nuovamente in viaggio attraverso Canada e Stati Uniti ospite delle comunità trentine e italiane.
Da ricordare poi negli anni successivi le trasferte in Portogallo, Belgio e Paesi Bassi. Per arrivare poi al febbraio 2000 (e successivamente anche nel febbraio 2019), nelle Filippine, nel novembre 2002 in Ecuador e in Brasile nel novembre 2004.
Al 2010, il Coro Maddalene aveva effettuato più di 600 concerti in 16 nazioni differenti.
Oltre all'attività concertistica e di scambi culturali il Coro ha curato anche un lavoro di ricerca per la conservazione e la divulgazione di brani musicali popolari della propria terra. Aspetti di questo lavoro fanno parte delle 3 raccolte discografiche (2 LP e 1 CD, "Echi montanari", "Trato Marzo" e "Un dì di maggio") realizzate dal Coro Maddalene nell'arco di tutti questi anni, curate da Sergio Flaim, direttore del Coro dalla fondazione fino al settembre 2005.
Dal 2005 la direzione del Coro è affidata al maestro Michele Flaim.
Il giorno 24 ottobre 2009, il Coro Maddalene ha festeggiato la ricorrenza del suo quarantesimo anno di fondazione (1969-2009) con un concerto a Revò, presentando la sua pubblicazione "Quarant'anni in Coro".
Nei giorni 5,6 e 7 luglio 2019, il Coro Maddalene ha festeggiato il suo cinquantesimo di fondazione, presentando il libro "Cinquant'anni d'inCanto".

## Fonti
- coromaddalene.it,  https://web.archive.org/web/20070824035900/http://www.coromaddalene.it/modules/icontent/index.php?page=16. URL consultato il 10 novembre 2008 (archiviato dall'url originale il 24 agosto 2007).